# Руденко, Леонид Григорьевич
Леони́д Григо́рьевич Руде́нко (род. 24 августа 1941 г.) (укр. Руденко Леонід Григорович) — украинский географ, действительный член НАН Украины (2009).

## Биография
Родился 24 августа 1941 г. в селе Засулье (Лубенский район, Полтавская область). В 1963 г. окончил географический факультет Киевского государственного университета им. Т.Г. Шевченко по специальности «картография» (1963). В период 1966-1969 гг. учился в аспирантуре на географическом факультете Московского государственного университета им. М.В.Ломоносова. С 1965 г. работает сначала в Отделении, а с 1991 г. в Институте географии, на должностях инженера  (1965-1966 гг.), младшего научного сотрудника (1969-1971 гг.), старшего научного сотрудника (1971 г., 1976-1986 гг.), ученого секретаря (1971 - 1976 гг.), ведущего научного сотрудника (1986-1987 гг.), зав. отдела географической картографии (1987-1989 гг.), и.о. заместителя директора и и.о. руководителя Отделения (1989-1991 гг.), директора Института географии автор и соавтор более 650 публикаций. Основные монографии (единоличные и в соавторстве): „Картографическое обоснование территориального планирования”, „Конструктивно-географические основы рационального природопользования в Украинской ССР. Теоретические и методические исследования”, „Картографические исследования природопользования”, „Украина: основные тенденции взаимодействия общества и природы в ХХ ст. (географический аспект)”; Sustainable Development for Central and Eastern Spatial Development in the European context. Springer; BEITRÄGE ZUR REGIONALEN GEOGRAPHIE. Städtesysteme und Regionalentwicklungen in Mittel-und Osteuro-pa-Ruβland, Ukraine, Polen; Оценка состояния выполнения итоговых документов Всемирного саммита по устойчивому развитию (Йоханнесбург, 2002) в Украине; Национальный атлас Украины. Научные основы создания и их реализация; Ukraine in Maps.НАН Украины (с 1991 г.). 
Основные направления научной деятельности Р.: региональное природопользование, устойчивое (сбалансированное) развитие, территориальное планирование, территориальная организация общества, теоретические, методические и практические разработки по картографированию сложных геосистем, атласное картографирование, географические информационной системы. Среди важнейших результатов: 1) осуществление разработок в сфере регионального природопользования; 2) выявление тенденций во взаимодействии Общества и Природы и их последствий, которые проявились в XX в. на территории Украины; 3) обоснование теоретических и методических основ географической картографии и ее значения для различных видов территориального планирования; 4) обоснование научных основ сбалансированного развития регионов Украины; 5) разработка и создание первого в Украине Национального атласа (2007) г., в бумажной и электронной версиях, пилотного издания Экологического атласа Украины; 6) обоснование направлений и механизмов реализации научных положений относительно возможного совершенствования территориальной организации производства в условиях рыночных трансформаций и сложных экологических проблем в Украине.
Р. Проводит научно-организационную деятельность. Он является: 1) председателем Национального комитета географов Украины; 2) членом комитета по Государственным премиям Украины в области науки и техники; 3) членом конкурсной комиссии Верховного Совета Украины по присуждению премий талантливой молодежи; 4) членом Национального комитета Украины по проблемам ЮНЕСКО «Человек и биосфера» (Национальный комитет МАБ Украины); 5) членом бюро Отделения наук о Земле НАНУ; 6) председателем специализированного совета по защите докторских и кандидатских диссертаций при Институте географии; 7) главным редактором «Украинского географического журнала»; 8) членом редколлегий журналов в России и Венгрии, «Экологической энциклопедии», журналов «ГИС-обозрение», «Геоинформатика», «Вестник геодезии и картографии»; 
Р.: выполнял ряд важных работ государственного и международного уровня 1) руководил выполнением программы работ по созданию и изданию, в соответствии с государственным заказом, Национального атласа Украины; 2) принимал участие в разработке проекта Концепции и Стратегии перехода Украины к устойчивому развитию; 3) осуществлял оценку выполнения в Украине решений Всемирного саммита; 4) руководил подготовкой к изданию и изданием монографии «Ukraine in Maps», представленной в посольствах всех государств Евросоюза.

## Звания и награды
Доктор географических наук (1984), член-корреспондент НАНУ (1992), академик НАНУ (2009), профессор (2001), заслуженный деятель науки и техники Украины (2003), лауреат Государственной премии Украины в области науки и техники (1993) и премии им. В. И. Вернадского НАНУ (2003).
Награждëн орденом «За заслуги» III степени (2008).
Также ему присуждены: Почетная грамота Верховной Рады Украины; Знак отличия НАН Украины «За научные достижения»; Орден «За развитие Украины» имени Михаила Грушевского Международной Академии рейтинговых технологий и социологии «Золотая фортуна».

## Труды
Автор и соавтор более 650 публикаций. Основные монографии (единоличные и в соавторстве): „Картографическое обоснование территориального планирования”, „Конструктивно-географические основы рационального природопользования в Украинской ССР. Теоретические и методические исследования”, „Картографические исследования природопользования”, „Украина: основные тенденции взаимодействия общества и природы в ХХ ст. (географический аспект)”; Sustainable Development for Central and Eastern Spatial Development in the European context. Springer; BEITRÄGE ZUR REGIONALEN GEOGRAPHIE. Städtesysteme und Regionalentwicklungen in Mittel-und Osteuro-pa-Ruβland, Ukraine, Polen; Оценка состояния выполнения итоговых документов Всемирного саммита по устойчивому развитию (Йоханнесбург, 2002) в Украине; Национальный атлас Украины. Научные основы создания и их реализация; Ukraine in Maps.